# Corynoptera unidentata
Corynoptera unidentata är en tvåvingeart som först beskrevs av Heikki Hippa och Pekka Vilkamaa 1994.  Corynoptera unidentata ingår i släktet Corynoptera, och familjen sorgmyggor. Arten är reproducerande i Sverige.